# Irauçuba
Irauçuba este un oraș în statul Ceará (CE) din Brazilia.